# 塔里奧爾 (科羅拉多州)
塔里奧爾（英語：Tarryall）是位於美國科羅拉多州帕克縣的一個非建制地區。該地的面積和人口皆未知。

## 地理
塔里奧爾的座標為39°07′19″N 105°28′32″W / 39.12194°N 105.47556°W，而該地的平均海拔高度為2656米（即8714英尺）。